# Santiago Colombatto
Santiago Colombatto (Ucacha, 17 januari 1997) is een Argentijns voetballer die door Sint-Truidense VV wordt uitgeleend aan Club León. Colombatto is een middenvelder.

## Clubcarrière
Colombatto genoot zijn jeugdopleiding bij Racing Club en River Plate. In 2015 maakte hij de overstap naar Cagliari Calcio. In zijn eerste seizoen speelde hij er slechts zeven officiële wedstrijden, waaronder twee bekerwedstrijden. Daarop besloot Cagliari hem te verhuren. In het seizoen 2016/17 werd hij aanvankelijk uitgeleend aan AC Pisa 1909, maar op 31 augustus 2016 nam Trapani Calcio het huurcontract over. Daarna werd hij ook nog uitgeleend aan Perugia Calcio en Hellas Verona, telkens in de Serie B. Met Hellas Verona dwong hij via de play-offs promotie naar de Serie A af, al moest Colombatto in de terugwedstrijd van de finale tegen AS Cittadella wel geelgeschorst toekijken.
Op 31 augustus 2019 maakte Colombatto de definitieve overstap naar de Belgische eersteklasser Sint-Truidense VV, dat ruim 1 miljoen euro voor hem betaalde. Colombatto wierp zich bij STVV vrij snel op als basisspeler. Toen hij in het seizoen 2020/21 onder trainer Peter Maes uit beeld verdween, werd hij in januari 2021 uitgeleend aan de Mexicaanse eersteklasser Club León.

## Clubstatistieken
| Seizoen         | Club              | Land            | Competitie         | Competitie | Competitie | Beker | Beker | Supercup | Supercup | Internationaal | Internationaal | Totaal | Totaal |
| Seizoen         | Club              | Land            | Competitie         | Wed.       | Dlp.       | Wed.  | Dlp.  | Wed.     | Dlp.     | Wed.           | Dlp.           | Wed.   | Dlp.   |
| --------------- | ----------------- | --------------- | ------------------ | ---------- | ---------- | ----- | ----- | -------- | -------- | -------------- | -------------- | ------ | ------ |
| 2015/16         | Cagliari Calcio   | Vlag van Italië | Serie B            | 5          | 0          | 2     | 0     | —        | —        | —              | —              | 7      | 0      |
| 2016/17         | → AC Pisa 1909    | Vlag van Italië | Serie B            | 0          | 0          | 0     | 0     | —        | —        | —              | —              | 0      | 0      |
| 2016/17         | → Trapani Calcio  | Vlag van Italië | Serie B            | 30         | 0          | 0     | 0     | —        | —        | —              | —              | 30     | 0      |
| 2017/18         | → Perugia Calcio  | Vlag van Italië | Serie B            | 35         | 1          | 2     | 0     | —        | —        | —              | —              | 37     | 1      |
| 2018/19         | → Hellas Verona   | Vlag van Italië | Serie B            | 25         | 1          | 0     | 0     | —        | —        | —              | —              | 25     | 1      |
| 2019/20         | Sint-Truidense VV | Vlag van België | Jupiler Pro League | 19         | 0          | 1     | 0     | —        | —        | —              | —              | 20     | 0      |
| 2020/21         | Sint-Truidense VV | Vlag van België | Jupiler Pro League | 11         | 0          | 0     | 0     | —        | —        | —              | —              | 11     | 0      |
| 2020/21         | → Club León       | Vlag van Mexico | Primera División   | 7          | 1          | 0     | 0     |          |          | 2              | 0              | 9      | 1      |
| Carrière totaal | Carrière totaal   | Carrière totaal | Carrière totaal    | 132        | 3          | 5     | 0     | 0        | 0        | 2              | 0              | 139    | 3      |

Bijgewerkt op 19 april 2021.

## Interlandcarrière
Colombatto won met de Argentijnse –23 in 2019 goud op de Pan-Amerikaanse Spelen 2019. In de finale tegen Honduras, die Argentinië met 1-4 won, stond hij 90 minuten op het veld.
2 Ogawa ·
4 Belaïd ·
5 Taniguchi ·
6 Yanamoto ·
7 Brahimi ·
8 Fujita ·
9 Ferrari ·
10 Lamkel Zé ·
11 Delpupo ·
12 Coppens ·
13 Ito ·
14 Dumont ·
15 Zahiroleslam ·
16 Kokubo ·
19 Patris ·
20 Van Helden ·
21 Lendfers ·
22 Janssens ·
23 Barnes ·
24 Mindombe ·
25 Teuchy ·
27 Ananou ·
31 Godeau  ·
33 Diriken ·
34 Lambotte ·
37 Alexis ·
60 Vanwesemael ·
91 Bertaccini ·
Coach: Mazzù